# Bobby Lashley
Franklin Roberto "Bobby" Lashley (Junction City, 16 de julho de 1976) é um lutador profissional americano, artes marciais mistas e veterano das forças armadas. Ele trabalha atualmente para a All Elite Wrestling, onde ele é co-lider do grupo The Hurt Syndicate. Lashley também é conhecido por seu tempo na WWE e Total Nonstop Action Wrestling/Impact Wrestling (TNA/Impact), bem como sua carreira nas artes marciais mistas no Bellator MMA e Strikeforce.
Lashley estreou na WWE em 2005, aparecendo no programa SmackDown, onde se tornou Campeão dos Estados Unidos. Depois de ser convocado para a ECW no ano seguinte, Lashley tornou-se duas vezes Campeão Mundial da ECW, o primeiro afro-americano a deter o campeonato. Durante esse tempo, ele teve uma rivalidade de alto nível com o presidente da empresa, Vince McMahon, que incluiu a representação de Donald Trump na "Batalha dos Bilionários" na WrestleMania 23, antes de deixar a empresa em 2008.
Posteriormente, ele seguiu carreira no MMA e teve sua primeira luta profissional em dezembro de 2008. Depois de acumular um recorde de 10-2, ele assinou com o Bellator MMA em 2014, onde venceu todas as cinco lutas de sua carreira de 2014 a 2016. Em 2009 , ele começou a aparecer na TNA (mais tarde renomeada para Impact), onde se tornou quatro vezes Campeão Mundial dos Pesos Pesados da TNA/Impact e o primeiro afro-americano a conquistar esse título. Ele também foi Campeão da X Division e o último campeão do King of the Mountain. Depois de retornar à WWE em 2018, ele foi designado para o Raw, tornando-se duas vezes Campeão Intercontinental e ganhando um segundo Campeonato dos Estados Unidos. Ele finalmente ganhou seu primeiro Campeonato da WWE, tornando-se o terceiro afro-americano a deter o Campeonato da WWE (depois de The Rock e Kofi Kingston).
Ele encabeçou vários eventos pay-per-view (PPV) para WWE e TNA/Impact, incluindo a edição de 2016 do evento principal deste último, Bound for Glory. Ele é um dos dois lutadores que ganharam os campeonatos mundiais da WWE, ECW e TNA/Impact, sendo o outro Rob Van Dam.

## Carreira na luta livre profissional

### World Wrestling Entertainment

#### Campeão dos Estados Unidos (2005-2006)
Em meados de 2005, Lashley apareceu em quatro eventos ao vivo para a World Wrestling Entertainment (WWE), lutando em dark matches tanto para o Raw quanto para o SmackDown!. Em 23 de setembro de 2005, ele fez sua estreia televisionada na WWE como um mocinho no SmackDown! sob seu nome verdadeiro. Ele foi apresentado como três vezes Campeão Nacional de Luta Livre Amadora, quatro vezes All-American, duas vezes Campeão das Forças Armadas e medalhista de prata em 2002 no Campeonato Mundial Militar. Em sua primeira luta, ele derrotou Simon Dean. Em sua estreia no pay-per-view no No Mercy, ele derrotou Dean mais uma vez. Lashley passou a derrotar vários superstars tanto no SmackDown! e Raw. No episódio de 11 de novembro do SmackDown!, Lashley derrotou Orlando Jordan em uma partida de qualificação para um lugar no Team SmackDown! no Survivor Series, onde foi o primeiro a ser eliminado. Antes desta eliminação, Lashley estava dominando os superstars do Raw, apresentando vários "movimentos poderosos" e um finalizador em Carlito. No entanto, um chokeslam de Kane, que estava fora do ringue, fez com que Lashley fosse eliminado por Shawn Michaels. Equipe SmackDown! passou a ganhar.

#### Campeão Mundial da ECW (2006–2008)
Em 14 de novembro de 2006 foi transferido para a ECW, fazendo sua estreia naquele mesmo dia atacando Hardcore Holly e assinando contrato tornando-se o último qualificador para a Extreme Elimination Chamber para o ECW World Championship em December to Dismember. No Survivor Series, o Team Cena (John Cena, Kane, Sabu, Rob Van Dam e Lashley) derrotou o Team Big Show (The Big Show, Test, Montel Vontavious Porter, Finlay e Umaga), iniciando uma rivalidade com Show. No ECW December to Dismember, Lashley lutou na Extreme Elimination Chamber pelo ECW World Championship contra Test, Van Dam, Holly, CM Punk e o campeão Big Show. No evento, ele eliminou Test and Show, vencendo o Campeonato Mundial da ECW, tornando-se o primeiro afro-americano a ganhar o título da ECW. Em 6 de dezembro, Lashley defendeu com sucesso o campeonato contra Big Show.
Depois de ganhar o título, ele entrou em uma forte rivalidade com Test, que era o candidato número 1 ao título mundial da ECW. Em um episódio do ECW On Sci Fi houve uma ameaça tripla entre Test, Lashley e Rob Van Dam com o título em jogo, com Lashley vencendo. A oportunidade de Test para o Campeonato Mundial da ECW veio no Royal Rumble de 2007, uma partida que Lashley venceu porque Test deixou o ringue. Um mês depois, no No Way Out ele o manteve contra Mr. Kennedy e em vários eventos contra Van Dam, Kenny Dysktra, Kennedy e Hardcore Holly. Em 19 de março de 2007 ele foi o primeiro lutador a se libertar do "Masterlock" de Chris Masters.
Posteriormente, Lashley entrou em rivalidade com Umaga rumo ao evento WrestleMania 23, no qual tanto Donald Trump e Vince McMahon estiveram envolvidos como respectivos companheiros, além de Steve Austin foi nomeado árbitro. Durante essa rivalidade, Trump e McMahon apostaram o título de cavaleiro se o lutador que representavam perdesse a luta. No evento, Lashley conquistou a vitória e, com isso, McMahon teve que raspar o cabelo, entrando assim em uma rivalidade com ele, Umaga e Shane McMahon, perdendo o título para Vince no Reação em um 3 vs. 1 jogo de handicap. No entanto, ele se vingou em Judgment Day, onde Lashley venceu, mas por ter feito a contagem de três em Shane, Vince manteve o título já que não foi ele quem recebeu a contagem. One Night Stand, Lashley derrotou Vince em uma Street Fight Match, conquistando o título novamente, tornando-se o primeiro lutador a ganhar o título em ambas as vezes.
Lashley foi forçado a desocupar o Campeonato ECW, pois só poderia ser defendido na marca ECW e ele próprio foi transferido para a marca Raw. Ao chegar ao Raw, ele iniciou uma rivalidade com o campeão da WWE John Cena, enfrentando Cena, Mick Foley, King Booker em Vengeance: Night of Champions. Randy Orton pelo campeonato, mantendo Cena. No The Great American Bash ele enfrentou Cena, mas foi derrotado novamente. No Raw seguinte, ele se machucou durante uma partida com Mr. Kennedy, sendo esta a sua última luta desde que no início de 2008 pediu a demissão da WWE.

### Circuito independente (2008)
Depois de deixar a WWE, Lashley começou a lutar no circuito independente em maio de 2008. Em junho, ele apareceu no México no principal evento da Lucha Libre AAA Worldwide, Triplemanía XVI, onde ele, Kenzo Suzuki e Electroshock derrotaram Chessman, Silver King e La Parka, Jr. Em julho, Lashley lutou em Porto Rico no show do 35º aniversário do Consejo Mundial de Lucha Libre, derrotando Rhino. Em agosto, Lashley apareceu no Japão para a Federação do Genoma Inoki de Antonio Inoki, derrotando o Predador.

### Total Nonstop Action Wrestling (2009–2010)
Lashley apareceu no evento Total Nonstop Action Wrestling (TNA) em 19 de abril de 2009, no evento Lockdown, fazendo uma aparição após o Lethal Lockdown que enfrentou o Team Jarret (Jeff Jarrett, AJ Styles, Samoa Joe e Christopher Daniels) contra o Team Angle (Kurt Angle, Booker T, Scott Steiner e Kevin Nash). Porém, sua contratação pela empresa só foi oficializada em julho, já que ele focou em finalizar lutas pendentes no artes marciais mistas. Ele retornou em 23 de julho depois de ajudar Mick Foley em um ataque do The Main Event Mafia. No No Surrender ele derrotou Rhino.
Depois disso, ele começou uma rivalidade com Samoa Joe após interferir em sua luta contra o Amazing Red e custar-lhe o TNA X Division Championship, derrotando-o no Bound for Glory. Depois disso, ele começou uma rivalidade com Scott Steiner, membro do The Main Event Mafia, na qual sua esposa Kristal Marshall estava envolvida. Lashley foi derrotado por Steiner no Turning Point. No entanto, no Final Resolution, Lashley derrotou Steiner em uma Last Man Standing Match. No entanto, em 10 de fevereiro de 2010, ele foi demitido da TNA junto com sua esposa por querer combinar sua carreira no wrestling profissional e no MMA.

### Retorno à TNA/Impact Wrestling

#### The Beat Down Clan (2014–2015)
Lashley retornou ao wrestling na TNA em 9 de março de 2014 no Lockdown em resposta ao desafio aberto de Ethan Carter III depois que seu oponente programado, Kurt Angle, não conseguiu lutar devido a uma lesão. No episódio de 20 de março do Impact Wrestling, Lashley e Carter tiveram uma revanche que mais uma vez terminou em no contest após interferência de Willow atacando Carter.
No episódio de 15 de maio do Impact Wrestling, Lashley voltou mais uma vez para ajudar Eric Young, mas em vez disso atacou Young e se aliou a MVP e Kenny King, virando heel. Logo depois de ter seu ring name encurtado para simplesmente Lashley, ele derrotou Eric Young no episódio de 19 de junho do Impact Wrestling para ganhar o TNA World Heavyweight Championship, seu primeiro título na TNA, bem como seu terceiro reinado como campeão mundial. Ele defendeu o título em 20 de junho de 2014 (exibido em 3 de julho) contra Young. Em 25 de junho (exibido em 17 de julho), Lashley defendeu o título contra Jeff Hardy. No Impact Wrestling: Destination X em 26 de junho (exibido em 31 de julho), Lashley defendeu o título contra Austin Aries, que havia desocupado o Campeonato da X Division para disputar o título. Em 18 de setembro de 2014, nas gravações da edição de 28 de outubro do Impact Wrestling, Lashley perdeu o Campeonato Mundial de Pesos Pesados para Bobby Roode.
Lashley recuperou o campeonato em 7 de janeiro de 2015, graças à traição de Roode por Eric Young. Nas gravações da noite seguinte do episódio de 16 de janeiro do Impact Wrestling, Lashley se recusou a fazer parte do novo grupo de MVP, mas foi atacado pelos demais integrantes, com MVP dizendo que o título pertence ao BDC. Isso transformou Lashley em um rosto no processo.
Em 20 de março de 2015, em um episódio do Impact Wrestling, Lashley perdeu o TNA World Heavyweight Championship para Kurt Angle. No episódio de 20 de março de 2015 do Impact Wrestling, recebeu outra chance pelo título contra Angle, mas perdeu novamente. Em um episódio de 10 de abril do Impact Wrestling, enfrentou Young e o campeão Angle em uma luta de 3 jogadores pelo título com Angle retendo. No episódio de 15 de maio do Impact Wrestling, o Team Angle (Lashley, Miqueas, Chris Melendez, Drew Galloway e Kurt Angle) enfrentou o Team Young (Eric Young, Kenny King, MVP, Bram e Low-Ki) em uma luta hardcore, mas perdeu a luta. No episódio de 3 de junho do Impact Wrestling, Lashley derrotou Eric Young depois que Melendez distraiu Young. Em 12 de junho no evento Slammiversary, Lashley derrotou Galloway em uma luta KO/Submission na qual, após uma longa luta, Lashley nocauteou Galloway após aplicar um Side Triangle Choke e assim se tornou o novo Campeão Mundial da TNA.

#### Reinados do campeonato (2016–2018)
No Destination X em 12 de julho, Lashley defendeu seu título contra Eddie Edwards com o X Division Championship de Edwards também em jogo. No entanto, a partida terminou sem competição quando Mike Bennett e o estreante Moose o atacaram. No episódio de 21 de julho do Impact Wrestling, Lashley derrotou Edwards em uma luta Winner Take All Six Sides of Steel para reter o TNA World Heavyweight Championship e ganhar o Campeonato da Divisão X. No episódio de 11 de agosto do Impact Wrestling, Lashley derrotou James Storm para reter os TNA World Heavyweight e X Division Championships e vencer o TNA King of the Mountain Championship, após o qual ele enfrentou a nova aquisição da TNA, Aron Rex, que assistiu Lashley da rampa. No episódio de 3 de outubro do Impact Wrestling, Lashley perdeu o título mundial do Impact para Eddie Edwards.
No episódio de 5 de janeiro do Impact Wrestling, Lashley não conseguiu reconquistar o campeonato em uma luta three-way envolvendo também Ethan Carter III, após interferência de Davey Richards. Em apenas uma noite: ao vivo! Em 6 de janeiro, Lashley derrotou Richards. Na semana seguinte, ele derrotou Carter em uma luta Last Man Standing para se tornar o desafiante número um ao TNA World Heavyweight Championship. No episódio especial Genesis do Impact Wrestling em 8 de janeiro (exibido em 27 de janeiro), Lashley derrotou Edwards em uma luta Iron Man de 30 minutos para ganhar seu quarto TNA World Heavyweight Championship. No episódio de 12 de janeiro do Impact Wrestling, ele manteve com sucesso seu título contra o colega lutador de artes marciais mistas Josh Barnett. No episódio de 2 de março do Impact Wrestling, Lashley perdeu o TNA World Heavyweight Championship para Alberto El Patrón. Porém, devido à polêmica vitória de Alberto, o campeonato foi devolvido a Lashley, deixando o reinado do título ininterrupto. No entanto, ele perderia o título para Alberto no Slammiversary XV em 2 de julho.
Ao longo dos primeiros meses de 2018, Lashley teve pequenas rixas com oVe e Brian Cage, todas gravadas antes de sua saída do Impact.

### Retorno à WWE (2018-2024)

#### Perseguições pelo Campeonato Universal (2018-2019)

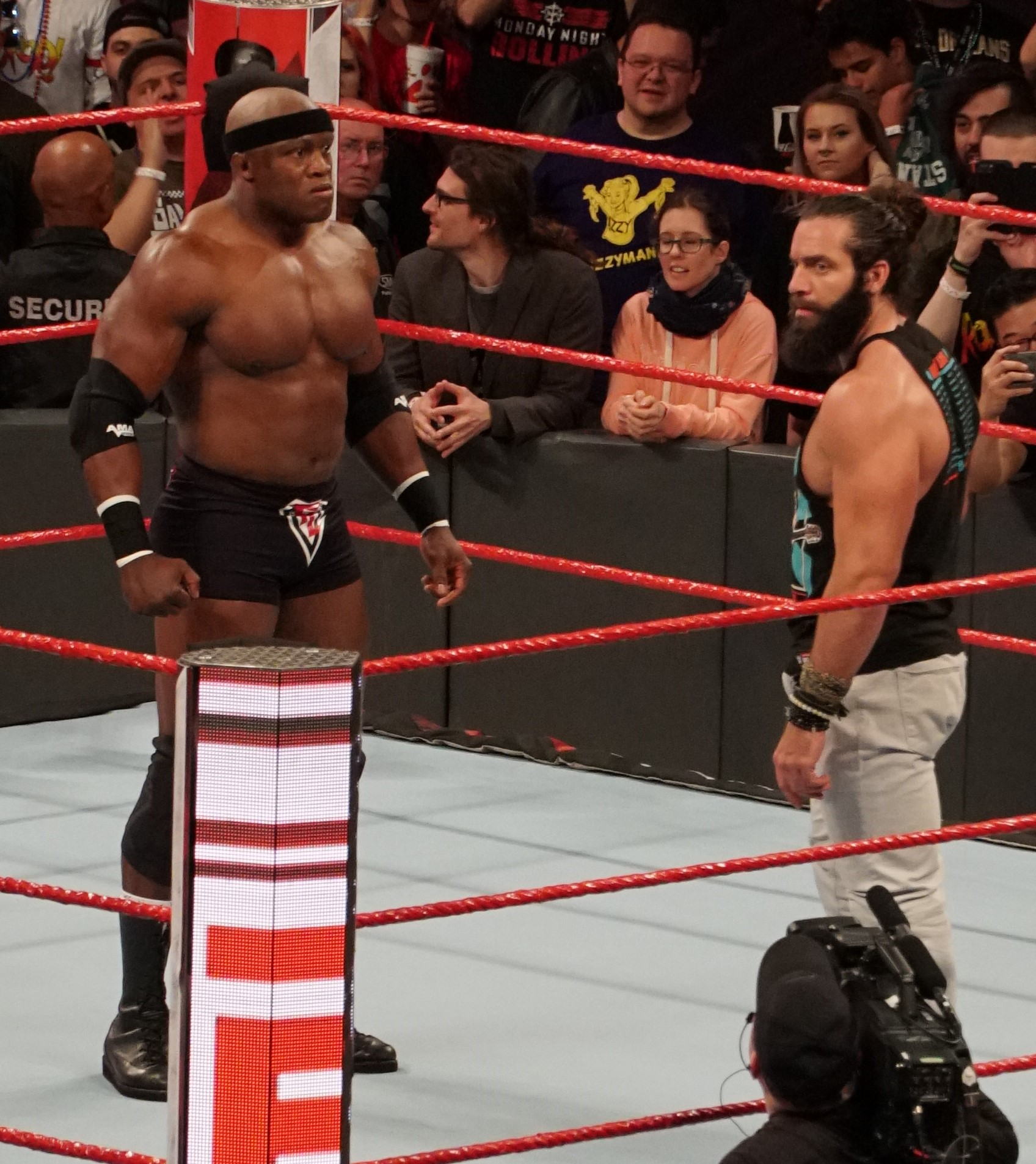
Lashley fez seu retorno à WWE interrompendo Elias em abril de 2018.

Em 9 de abril de 2018, no episódio do Raw, na noite seguinte a WrestleMania 34, Lashley fez seu retorno à WWE após 11 anos de ausência, tornando-se novamente membro da marca Raw, onde confrontou e atacou Elias com uma cadeira. O primeiro mês do retorno de Lashley o viu em várias lutas de duplas, fazendo equipe com nomes como Braun Strowman, Bobby Roode, Finn Bálor, Seth Rollins e Roman Reigns, todos obtendo vitórias contra adversários como Kevin Owens, Sami Zayn, Jinder Mahal, The Miz, Curtis Axel e Bo Dallas. Esta foi sua primeira luta na WWE desde 2007. Lashley também se uniu a Braun Strowman no Backlash, em 6 de maio, vencendo Kevin Owens e Sami Zayn. Após o Backlash, Lashley entrou em uma rivalidade com Sami Zayn, que culminou em uma vitória de Lashley sobre Zayn no Money in the Bank, em 17 de junho. Em seguida, Lashley começou uma rivalidade com Roman Reigns, onde ambos acreditavam ser o desafiante legítimo ao Campeonato Universal. Isso levou a uma luta entre os dois no Extreme Rules, em 15 de julho, onde Lashley derrotou Reigns. Na noite seguinte no Raw, foram definidos dois combates triple threat para determinar quem enfrentaria o Campeão Universal Brock Lesnar no SummerSlam, em 19 de agosto. Lashley e Reigns venceram suas respectivas lutas, estabelecendo uma luta entre os dois na semana seguinte, que Reigns acabou vencendo.
No episódio do Raw em 17 de setembro, Lashley apresentou seu novo manager, Lio Rush. No episódio de 8 de outubro do Raw, Lashley derrotou Kevin Owens e, após a luta, atacou Owens de forma brutal, virando heel. No Survivor Series, em 18 de novembro, onde a equipe Raw saiu vitoriosa, Lashley foi um dos únicos sobreviventes, ao lado de Braun Strowman e Drew McIntyre. Em seguida, ele reacendeu sua rivalidade com Elias, que incluiu uma luta de escadas com uma guitarra pendurada acima do ringue no TLC: Tables, Ladders & Chairs, em 16 de dezembro. Embora Lashley tenha perdido essa luta, ele usou a guitarra em Elias após o combate. Isso levou a um tipo de luta "Miracle on the 34th Street Fight" entre os dois, onde Lashley foi derrotado por Elias.

### All Elite Wrestling (2024–presente)
Lashley fez sua estreia na All Elite Wrestling (AEW) no Fright Night Dynamite em 30 de outubro de 2024, onde atacou Swerve Strickland e se reuniu com os ex-membros do Hurt Business, MVP e Shelton Benjamin, reformando o grupo sob o novo nome "The Hurt Syndicate".

## Estilo e personalidade na luta livre profissional
Lashley usa a lança e o movimento de finalização Full Nelson, conhecido na WWE como Hurt Lock. O ex-lutador Chris Masters comentou sobre o uso de sua antiga piada, afirmando que "é engraçado quando ele começou a usá-la. Todas as menções de pessoas dizendo 'Esse é o Master Lock, não o Hurt Lock'. Eu estaria mentindo se não o fizesse. não diga que “Ele não criou uma oportunidade, mesmo que fosse pequena. Você sabe, quem tem o melhor Full Nelson no wrestling profissional”.
Seus apelidos são "The Dominator" - como ele era conhecido durante seus primeiros dias na WWE, durante este ponto ele usou uma powerbomb invertida e depois um powerlam frontal como finalizadores, referindo-se a cada um como The Dominator respectivamente - e "The Almighty", cunhado por então gerente Lio Rush, que continuaria a ser usado durante seu primeiro reinado no Campeonato da WWE.

## Carreira nas Artes Marciais Mistas

### Início de carreira (2008-2009)
Lashley fez sua lutador no MMA no evento inaugural da Mixed Fighting Alliance (MFA) "There Will Be Blood" em 13 de dezembro de 2008, na Kaseya Center em Miami, Flórida. Ele venceu por nocaute técnico (corte) Joshua Franklin aos 41 segundos do primeiro round. A próxima luta de Lashley foi em 21 de março de 2009. Ele deveria lutar contra Ken Shamrock, mas seu oponente foi mudado para o veterano do Bellator MMA Jason Guida depois que Shamrock testou positivo para esteróides. Lashley venceu a luta por decisão unânime. Lashley assinou com o Maximum Fighting Championship e estreou no dia 15 de maio contra Mike Cook, que entrou no ringue usando uma máscara de Rey Mysterio, que Lashley considerou um insulto. Ele então derrotou Cook com uma guilhotina apenas 24 segundos do primeiro round. Em 27 de junho de 2009, Lashley derrotou Bob Sapp no evento PFP: Ultimate Chaos em Biloxi, Mississippi. Ele venceu a luta por nocaute técnico (socos) no primeiro round, fazendo com que o recorde de Lashley no MMA fosse 4-0.

### Strikeforce (2010–2011)
Lashley estava programado para fazer sua estreia no Strikeforce contra o invicto peso pesado Shane Del Rosario no Strikeforce: Miami, mas por razões desconhecidas, o Strikeforce decidiu trocar de oponente. Lashley era esperado para enfrentar o jornaleiro Jimmy Ambriz em 30 de janeiro de 2010 no Strikeforce: Miami, mas o confronto também foi cancelado. Lashley acabou enfrentando o ex-lutador do UFC Wes Sims no evento, derrotando-o por nocaute técnico no primeiro round para permanecer invicto.
Lashley deveria lutar em 17 de abril de 2010 no Strikeforce: Nashville, já que a promoção já havia colocado um oponente para Lashley e aguardava aprovação da Comissão Atlética do Tennessee. De acordo com o CEO do Strikeforce, Scott Coker, a luta provavelmente seria a quarta luta na parte do evento televisionada pela CBS. Em 5 de abril, Lashley confirmou que não aparecerá no card porque os dirigentes do Strikeforce não conseguiram garantir uma aparição na parte televisionada do card devido a limitações de tempo. Ele estava programado para aparecer no Strikeforce: Los Angeles em junho lutando contra Ron Sparks, porém sofreu uma lesão no joelho e não competiu.
Lashley enfrentou Chad Griggs no Strikeforce: Houston em 21 de agosto de 2010. Lashley saiu disparando quedas, aterrissagens e socos. Lashley dominou no início, mas Griggs o pegou com uma série de ganchos em uma das quedas do primeiro round, abrindo um corte no canto esquerdo do olho esquerdo de Lashley. Lashley teve dificuldade em impedir Griggs de acertá-lo, mesmo tendo controle sobre ele no chão, mas Griggs ainda encontrava aberturas no chão. Lashley conseguiu seguir no segundo round, continuando com quedas e golpes. Lashley finalmente mudou para montar no meio do segundo round e acertou muitos chutes bons em Griggs, mantendo o controle. O árbitro Jon Schorle então pediu aos lutadores que se levantassem devido à inatividade, embora Lashley estivesse a todo vapor no momento. Mais tarde, Lashley reclamou ao árbitro sobre o corte sob seu olho e, faltando 33 segundos para o fim do segundo round, o árbitro Jon Schorle pediu ao médico do ringue para inspecionar o corte. No entanto, quando Lashley decidiu continuar lutando, a polêmica foi criada quando o árbitro Jon Schorle não colocou Lashley de volta na posição de montagem como estava quando a luta foi originalmente interrompida. Griggs então saiu de uma queda desesperada de Lashley perto do final do segundo round e deu um soco no olho de Lashley já cortado até o final do round. O ring doctor então interrompeu a luta, resultando na derrota de Lashley no final do segundo round por nocaute técnico. Nos bastidores após a luta, Lashley foi retirado da maca devido à desidratação. Após a luta, descobriu-se que Lashley sofria de mononucleose e posteriormente ficou impossibilitado de treinar por quatro meses.

### Titan Fighting Championship (2011, 2013)
Em 18 de fevereiro de 2011, o Titan Fighting Championship anunciou a contratação de Lashley. Esperava-se que ele estreasse contra James Jack, no entanto, em 16 de março de 2011, os oficiais anunciaram que haviam perdido contato com Jack e, em vez disso, John Ott interveio para lutar contra Lashley. O ritmo da luta diminuiu drasticamente no segundo round, onde Lashley começou a apresentar os mesmos problemas cardiovasculares que o atormentaram na luta anterior. Ele conseguiu vencer por decisão unânime, apesar de sofrer os efeitos da doença.
Lashley estava escalado para lutar contra Eddie Sanchez no Titan Fighting Championships 19. Mas em 22 de julho de 2011, foi anunciado que Lashley desistiu da luta por motivos pessoais.
Lashley derrotou Kevin Asplund no Titan Fighting Championships 25 em 7 de junho de 2013, vencendo por finalização chave.

### Shark Fights (2011–2012)
Lashley assinou um contrato de três anos com o Shark Fights e deveria fazer sua estreia contra Darrill Schoonover em novembro. A luta seria pelo título dos pesos pesados. No entanto, Schoonover posteriormente desistiu da luta devido a uma lesão. Lashley foi então escolhido para ser a atração principal do Shark Fights 21 contra Tim Hague. Mas Hague desistiu da luta por razões desconhecidas e foi substituído por Dave Huckaba. No dia 7 de novembro foi confirmado que a luta com Huckaba havia sido cancelada por motivos desconhecidos, Lashley estava escalado para enfrentar Mark Martinez, mas Martinez foi posteriormente retirado da luta devido a exames de sangue vencidos.
Em 11 de novembro de 2011, Lashley se tornou o novo campeão peso-pesado do Shark Fights ao derrotar Karl Knothe no primeiro round por finalização. Knothe foi o quinto oponente diferente escalado para enfrentar Lashley depois que vários lutadores desistiram por vários motivos.

### Várias promoções (2012–2014)
Ele então participou do terceiro evento da Indian Super Fight League, SFL 3, contra James Thompson. Lashley perdeu a luta por decisão unânime.
Lashley estava escalado para enfrentar Matthew Larson no GWC: The British Invasion: US vs. Reino Unido em 29 de junho de 2013. Lashley venceu por finalização com mata-leão no primeiro round. Em entrevista ao MMA Junkie um dia antes de sua luta no GWC, Lashley indicou que tinha duas possíveis lutas marcadas para agosto de 2013, dizendo: “Se vou lutar, preciso lutar. preciso fazer algo grande agora. Se "Não, preciso desligar e só fazer coisas na minha academia. Estou lutando essa luta e acho que tenho duas em agosto que me ofereceram. Espero que se eu não se machuque, posso permanecer ativo e seguir em frente."
Lashley lutou no Xtreme Fight Night 15: Indestructible em 8 de novembro de 2013 contra Tony "The Rock" Melton, que venceu por decisão unânime.

### Bellator MMA (2014–2016)
Em julho de 2014, foi anunciado que Lashley havia assinado contrato com o Bellator MMA. Ele fez sua estreia na promoção contra Josh Burns em 5 de setembro de 2014 no Bellator 123. Lashley venceu a luta por finalização com mata-leão no segundo round.
Em sua segunda luta, Lashley enfrentou o invicto Karl Etherington no dia 24 de outubro de 2014, no Bellator 130. Venceu por finalização por socos, no primeiro round.
Uma revanche com James Thompson foi marcada no Bellator 134 em 27 de fevereiro de 2015; No entanto, Lashley desistiu da luta devido a uma lesão. Em março de 2015, Lashley assinou uma extensão de contrato de longo prazo com a promoção. A luta com Thompson foi remarcada para o Bellator 138 em 19 de junho de 2015; Porém, uma lesão tirou Thompson da luta e Lashley enfrentou Dan Charles no evento. Ele venceu a luta por nocaute técnico no segundo round. A revanche com Thompson finalmente aconteceu em 6 de novembro de 2015, no Bellator 145. Lashley venceu a luta por nocaute técnico no primeiro round.
Em 29 de agosto de 2016, foi anunciado que Lashley enfrentaria Josh Appelt em 21 de outubro de 2016 no Bellator 162. Lashley venceu por finalização com mata-leão no segundo round. Em abril de 2018, os dirigentes do Bellator afirmaram que Lashley ainda estava sob contrato com o Bellator após seu retorno à WWE.

## Vida pessoal
Além de sua carreira como atleta, Lashley esteve envolvido em diversos empreendimentos comerciais. Ele abriu uma loja de smoothies saudáveis em 2007. Em julho de 2009, ele anunciou o lançamento da rede de sites Lashley, que inclui sua academia oficial, loja de nutrição e páginas de mídia social.
Lashley foi casado com a também lutadora Kristal Marshall, com quem teve um filho chamado Myles em 2008 e uma filha chamada Naomi em 2011. Com sua esposa anterior, ele teve sua primeira filha, Kyra, nascida em 2005.

## Outras mídias
Lashley aparece nos videogames SmackDown vs Raw 2007 e SmackDown vs Raw 2008. Ele fez sua primeira aparição em um videogame da WWE em 11 anos, aparecendo como um personagem para download no WWE 2K19. Ele também aparece em WWE 2K20, WWE 2K22 e WWE 2K23.

## Filmografia

### Filmes
| Ano  | Titulo                                   | Papel                 | Nota   |
| ---- | ---------------------------------------- | --------------------- | ------ |
| 2009 | The Way of War                           | Tattooed Hispanic Man |        |
| 2010 | Beatdown                                 | Lucius                |        |
| 2011 | Blood Out                                | Hector                |        |
| 2011 | Walk-ins Welcome                         | Felix                 |        |
| 2022 | Green Ghost and the Masters of the Stone |                       | [ 24 ] |

### Televisão
| Ano  | Titulo          | Papel    | Nota |
| ---- | --------------- | -------- | ---- |
| 2007 | Deal or No Deal | Himself  |      |
| 2016 | Rush Hour       | Bar Thug |      |

### Vídeos de música
| Ano  | Canção    | Artista | Papel          |
| ---- | --------- | ------- | -------------- |
| 2012 | Nightmare | Kasland | Asylum Orderly |

## Recorde nas Luchas de Apuestas
| Aposta | Vencedor                                   | Perdedor                            | Localidade        | Data               | Notas                                                                                            |
| ------ | ------------------------------------------ | ----------------------------------- | ----------------- | ------------------ | ------------------------------------------------------------------------------------------------ |
| Cabelo | Bobby Lashley (representando Donald Trump) | Umaga (representando Vince McMahon) | Detroit, Michigan | 2 de abril de 2007 | Como resultado da vitória de Lashley, Trump mantém o cabelo e forçaria o Sr. McMahon a raspá-lo. |

## Recorde nas Artes Marciais Mistas
| Cartel no MMA   |             |            |
| 17 lutas        | 15 vitórias | 2 derrotas |
| Por nocaute     | 6           | 1          |
| Por finalização | 6           | 0          |
| Por decisão     | 3           | 1          |

| Res.    | Cartel | Oponente         | Método                           | Evento                                   | Data       | Round | Tempo | Local                   | Notas                                        |
| ------- | ------ | ---------------- | -------------------------------- | ---------------------------------------- | ---------- | ----- | ----- | ----------------------- | -------------------------------------------- |
| Vitória | 13-2   | Dan Charles      | TKO (socos)                      | Bellator 138                             | 19/06/2015 | 2     | 4:14  | St. Louis, Missouri     |                                              |
| Vitória | 12-2   | Karl Etherington | Finalização (socos)              | Bellator 130                             | 24/10/2014 | 1     | 1:31  | Mulvane, Kansas         |                                              |
| Vitória | 11-2   | Josh Burns       | Finalização (mata leão)          | Bellator 123                             | 05/09/2014 | 2     | 2:54  | Uncasville, Connecticut | Estréia no Bellator                          |
| Vitória | 10–2   | Tony Melton      | Decisão (unânime)                | Xtreme Fight Night 15                    | 08/11/2013 | 5     | 5:00  | Catoosa, Oklahoma       | Venceu o Título Peso Pesado do XFN.          |
| Vitória | 9–2    | Matthew Larson   | Finalização (mata leão)          | GWC: The British Invasion: U.S. vs. U.K. | 29/06/2013 | 1     | 1:38  | Kansas City, Missouri   |                                              |
| Vitória | 8–2    | Kevin Asplund    | Finalização (keylock)            | Titan FC 25: Lashley vs. Asplund         | 07/06/2013 | 2     | 1:23  | Fort Riley, Kansas      |                                              |
| Derrota | 7–2    | James Thompson   | Decisão (unânime)                | Super Fight League 3                     | 06/05/2012 | 3     | 5:00  | Nova Delhi              |                                              |
| Vitória | 7–1    | Karl Knothe      | Finalização (keylock)            | Shark Fights 21: Knothe vs. Lashley      | 11/11/2011 | 1     | 3:44  | Lubbock, Texas          | Ganhou o Título Peso Pesado do Shark Fights. |
| Vitória | 6–1    | John Ott         | Decisão (unanime)                | Titan FC 17: Lashley vs. Ott             | 25/03/2011 | 3     | 5:00  | Kansas City, Kansas     |                                              |
| Derrota | 5–1    | Chad Griggs      | TKO (inter. do córner)           | Strikeforce: Houston                     | 21/08/2010 | 2     | 5:00  | Houston, Texas          |                                              |
| Vitória | 5–0    | Wes Sims         | TKO (socos)                      | Strikeforce: Miami                       | 30/01/2010 | 1     | 2:06  | Sunrise, Florida        | Estréia no Strikeforce.                      |
| Vitória | 4–0    | Bob Sapp         | Finalização (socos)              | Ultimate Chaos                           | 27/06/2009 | 1     | 3:17  | Biloxi, Mississippi     |                                              |
| Vitória | 3–0    | Mike Cook        | Finalização Técnica (guilhotina) | MFC 21                                   | 15/05/2009 | 1     | 0:24  | Enoch, Alberta          |                                              |
| Vitória | 2–0    | Jason Guida      | Decisão (unânime)                | SRP: March Badness                       | 21/03/2009 | 3     | 5:00  | Pensacola, Florida      |                                              |
| Vitória | 1–0    | Joshua Franklin  | TKO (inter. médica)              | MFA: There Will Be Blood                 | 13/12/2008 | 1     | 0:41  | Miami, Florida          |                                              |

## Campeonatos e conquistas

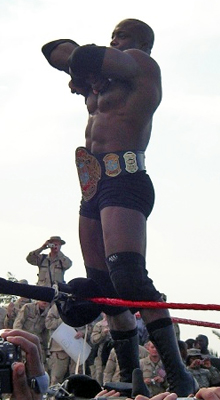
Lashley durante seu primeiro reinado como campeão mundial da ECW.

### Luta livre amadora
- International Federation of Associated Wrestling Styles
  - Medalha de prata na NYAC Christmas Tournament Senior Freestyle (2001)
- International Military Sports Council
  - Medalha de ouro na CISM Armed Forces Championships Senior Freestyle (2003)
  - Medalha de prata na CISM Military World Championships Senior Freestyle (2002)
  - Medalha de prata na CISM Armed Forces Championships Senior Freestyle (2002)
- USA Wrestling
  - Terceiro lugar na USA World Team Trials Senior Freestyle (2003)
- National Association of Intercollegiate Athletics
  - NAIA All-American (1995, 1996, 1997, 1998)
  - Campeonato Nacional Colegial NAIA (1996, 1997, 1998)
- Kansas Wrestling Coaches Association
  - Lutador colegial do ano da KWCA (1998)
- National High School Coaches Association
  - NHSCA Senior All-American (1994)
- Kansas State High School Activities Association
  - KSHSAA 6A All-State (1993, 1994)
  - Campeonato Estadual de Ensino Médio KSHSAA 6A (1994)
  - Vice-campeão na KSHSAA 6A High School State Championship (1993)

### Artes Marciais Mistas
- Shark Fights
  - Campeonato dos Peso Pesado do Shark Fights (1 vez)
- Xtreme Fight Night
  - Campeonato dos Pesos Pesados do XFN (1 vez)

### Luta livre profissional
- Alabama Wrestling Federation
  - Campeonato de Duplas da AWF (1 vez) – com The Boogeyman[25][26]
- Italian Wrestling Superstar
  - Campeonato dos Peso Pesado da IWS (1 vez)
- Pro Wrestling Illustrated
  - O lutador mais Aprimorado do Ano (2006)[27]
  - Recruta do Ano (2005)
  - Classificado em 3º lugar dos 500 melhores lutadores individuais no PWI 500 em 2021[28]
- Total Nonstop Action Wrestling/Impact Wrestling
  - TNA/Impact World Heavyweight Championship (4 vezes)
  - TNA King of the Mountain Championship (1 vez, final)
  - TNA X Division Championship (1 vez)
  - TNA Championship Series (2009)
  - TNA Joker's Wild (2015)
- World Wrestling Entertainment/ WWE
  - Campeonato da WWE (2 vezes)[29]
  - Campeonato Mundial da ECW (2 vezes)[30][31]
  - Campeonato Intercontinental (2 vezes)[32]
  - Campeonato dos Estados Unidos (2 vezes)[33]
  - Slammy Award (1 vez)
    - Trash Talker do ano (2020) com The Hurt Business, compartilhado com Lacey Evans[34]

## Ligações Externas
- «Site oficial de Bobby Lashley»
- LashleyNetwork.com (Rede oficial de websites de Bobby Lashley)
- Lashley Management (Empresa de gestão de MMA de Bobby Lashley)
- ATT Altitude (Ginásio de Bobby Lashley – Denver, Colorado)
- LashleyNutrition.com (Empresa de Suplementos on-line de Bobby Lashley)
- FightBobby.com (Rede social oficial de Bobby Lashley)
- Perfil na Inoki Genome Federation
- Perfil no site da TNA
- Perfil de Bobby Lashley no National Wrestling Hall of Fame
- Entrevista para o HitTheRopes.com
- Entrevista de Bobby Lashley sobre MMA
- Bobby Lashley no X
- Bobby Lashley no Sherdog
- Bobby Lashley. no IMDb.